# Melchior Annen
Melchior Annen (* 21. November 1868 in Schwyz; † 16. Januar 1954 ebenda) war ein Schweizer Grafikdesigner, Buchillustrator und Plakatkünstler.

## Leben und Werk

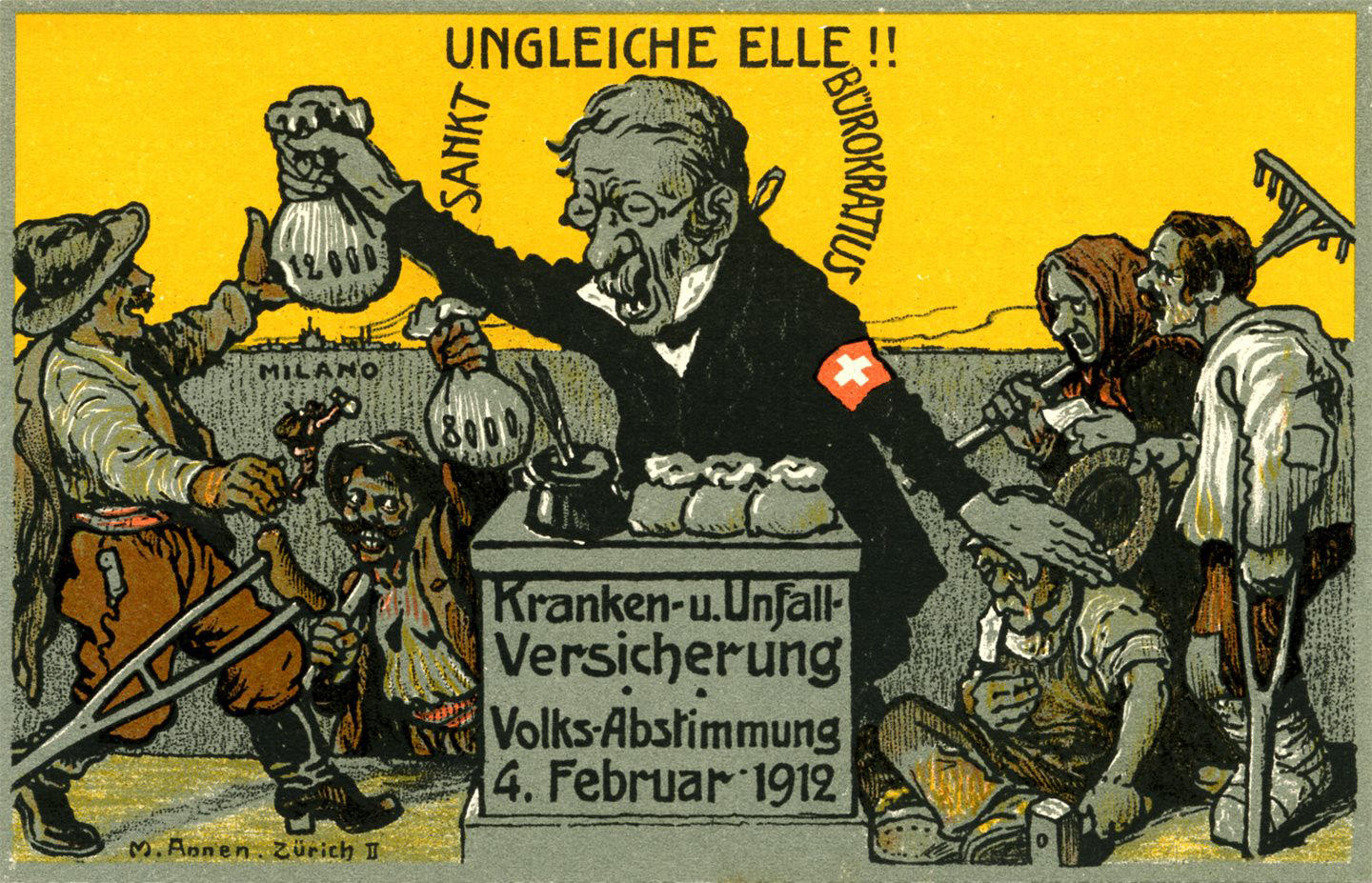
Abstimmungsplakat (1912)

Melchior Annen absolvierte eine Lehre als Lithograf im Verlag Benziger in Einsiedeln und anschliessend eine Zeichenausbildung in Donauwörth und Nürnberg. In der grafischen Anstalt Orell Füssli arbeitete er nach Abschluss seiner Lehrzeit zehn Jahre als Zeichner und Maler. 1901 ging er für ein Jahr nach Paris und besuchte die private Kunstakademie Académie Julian. 1902 kehrte er nach Zürich zurück und gründete sein eigenes grafisches Atelier. Melchior Annen entwarf Plakate, Spielkarten und illustrierte Jugendbücher, unter anderem für den Verlag Benziger. 1919 kehrte er in seine Geburtsstadt Schwyz zurück.
Durch seinen Parisaufenthalt zählten auch Unternehmen wie der in Paris ansässige Verlag Hachette & Co. und die Wochenzeitschrift Soleil du Dimanche zu seinen Kunden. Für die in Schaffhausen ansässige Firma Müller & Co. gestaltete er Luxus-Spielkarten.
In seiner freien künstlerischen Arbeit widmete sich Annen vor allem der Porträt- und Landschaftsmalerei.